# Brigade Ahfad al-Rassoul
La Brigade Ahfad al-Rassoul (arabe : لألوية أحفاد الرسول, Lā‘lwīt Aḥfād ar-Rasūl, « La Brigade des petits-fils du Prophète ») était un groupe rebelle, actif de 2012 à 2014 lors de la guerre civile syrienne.

## Histoire

### Fondation
La Brigade Ahfad al-Rassoul est formée en 2012, elle monte en puissance en 2013 et rallie jusqu'à 40 ou 50 factions rebelles,.

### Affiliations
Le groupe est affilié à l'Armée syrienne libre et soutient le Conseil militaire suprême (en),. Il intègre le Front de libération de Raqqa en décembre 2012,.

### Dissolution
La brigade est dissoute vers le début de l'année 2014, ses combattants rejoignent d'autres groupes, comme le Front révolutionnaire syrien, ou en fondent de nouveaux, comme la 1re division côtière, le Liwa Suqour al-Jabal et la 101e division d'infanterie.

## Idéologie
La brigade est nationaliste selon Le Monde et islamiste modérée selon le chercheur Aron Lund et la BBC,,.

## Organisation

### Commandement
Les chefs de la brigade sont Abou Oussama al-Joulani, Mohammed al-Ali et Maher al-Nuami.

### Effectifs
Le groupe revendique 10 000 combattants, ce qui selon Aron Lund, chercheur à la Fondation Carnegie pour la paix internationale, est impossible à vérifier. Fin 2013, la BBC estime que le groupe compte 7 000 à 9 000 hommes.

## Zones d'opérations
La brigade est actif dans tous les gouvernorat de Syrie où les rebelles sont actifs, y compris au sud dans les gouvernorats de Rif Dimachq, Deraa et Kuneitra, mais c'est dans le nord du gouvernorat d'Idleb que sa présence est la plus importante,. Cependant en août 2013, elle est chassée du gouvernorat de Raqqa par l'État islamique en Irak et au Levant.

## Soutiens
La brigade est soutenue par le Qatar, l'Arabie saoudite et les États-Unis,,. 